# صوفيا لورين
صوفيا كوستانزا بريجيدا فيلاني شيكولوني (بالإيطالية: Sophia Loren)(المعروفة مهنيًا باسم صوفيا لورين، وُلدت في 20 سبتمبر 1934)، هي ممثلة إيطالية فرنسية، عملت في بلدها الأم وفي الولايات المتحدة. تمتد مسيرتها الفنية لأكثر من سبعة عقود، وتُعد من آخر النجوم الكبار الذين لمعوا خلال العصر الذهبي لهوليوود.
بعد مشاركتها في مسابقة جمال، شُجعت لورين على الالتحاق بدروس تمثيل، وبدأت مسيرتها السينمائية في سن السادسة عشرة عام 1950. خلال أوائل الخمسينيات، ظهرت في العديد من الأدوار الصغيرة، إلى أن وقّعت عقدًا من خمسة أفلام مع شركة باراماونت عام 1956، مما أطلق مسيرتها العالمية. من أبرز أفلامها في تلك الفترة: الكبرياء والعاطفة (1957)، المنزل العائم (1958)، وبدأ الأمر في نابولي (1960). خلال خمسينيات القرن العشرين، اشتهرت لورين بأدوار تمثل شخصيات نسائية متحررة، وكانت من أبرز رموز الجمال والإغراء في تلك الحقبة.
حققت لورين إنجازًا تاريخيًا بفوزها بجائزة الأوسكار لأفضل ممثلة عن دورها في فيلم امرأتان (1960) من إخراج فيتوريو دي سيكا، لتصبح أول ممثلة تفوز بالأوسكار عن أداء بلغة غير الإنجليزية. كما تحمل الرقم القياسي بعدد مرات الفوز بجائزة دافيد دي دوناتيلو لأفضل ممثلة، حيث حصلت عليها سبع مرات عن الأفلام التالية: امرأتان (1960)، بالأمس، اليوم، وغدًا (1963)، الزواج على الطريقة الإيطالية (1964)، دوار الشمس (1970)، الرحلة (1974)، يومٌ خاص (1977)، والحياة أمامنا (2020).
نال أداؤها إشادة عالمية، وحصدت على مدار مسيرتها جوائز مرموقة مثل خمس جوائز غولدن غلوب (من ضمنها جائزة سيسيل بي ديميل)، وجائزة بافتا، وجائزة لوريل، وجائزة غرامي، بالإضافة إلى كأس فولبي لأفضل ممثلة في مهرجان البندقية السينمائي، وجائزة أفضل ممثلة في مهرجان كان السينمائي.
في عام 1991، منحتها الأكاديمية جائزة الأوسكار الفخرية عن مجمل أعمالها، وفي عام 1999، اختارها معهد الفيلم الأمريكي ضمن قائمة أعظم نجمات السينما في تاريخ هوليوود.
مع بداية الثمانينيات، بدأت لورين تقلل من ظهورها السينمائي، لكنها عادت لاحقًا للمشاركة في أفلام بارزة مثل: جاهز للارتداء (1994)، العجوز المتذمر أكثر (1995)، تسعة (2009)، والحياة أمامنا (2020).
كرّمتها فرنسا بمنحها وسام فارس في جوقة الشرف في يوليو 1991، بينما منحتها إيطاليا وسام الصليب الأكبر من وسام الاستحقاق للجمهورية الإيطالية في يونيو 1996.

## النشأة

### الأسرة والطفولة
وُلدت صوفيا كوستانزا بريجيدا فيلاني شيكولوني في 20 سبتمبر 1934 في عيادة ريجينا مارغريتا في روما، مملكة إيطاليا، وهي ابنة روميلدا فيلاني (1910–1991)، معلمة بيانو وممثلة طموحة، وريكاردو شيكولوني موريللو (1907–1976)، مهندس عمل مؤقتًا في السكك الحديدية الوطنية الإيطالية. ذكرت لورين في سيرتها الذاتية أن والدها ينحدر من أصل نبيل، وبناءً على ذلك يحق لها أن تلقب بـ"فيكونتيسة بوزولي، وسيدة كازيرتا، وماركيزة ليكاتا شيكولوني موريللو"، وهي ألقاب تُنسب إلى أسرة هوهنشتاوفن.
رفض والد لورين الزواج من والدتها، مما ترك الأسرة دون دعم مالي. التقت لورين بوالدها ثلاث مرات فقط في حياتها: في سن الخامسة، ثم في السابعة عشرة، وأخيرًا على فراش موته عام 1976. صرّحت لورين أنها سامحته لكنها لم تنسَ تخلّيه عن والدتها.
أنجب والداها ابنة أخرى عام 1938، هي ماريا، لكن والدها رفض الاعتراف الرسمي بها. وعندما أصبحت صوفيا ناجحة، دفعت لوالدها المال ليمنح شقيقتها ماريا لقب العائلة "شيكولوني".
لدى لورين أيضًا شقيقان غير شقيقين من جهة الأب هما جوليانو وجوزيبي. وقد عاشت صوفيا ووالدتها وشقيقتها ماريا مع جدتها لويزا في بوزولي، قرب نابولي.
خلال الحرب العالمية الثانية، كانت موانئ ومصانع الذخيرة في بوزولي أهدافًا متكررة لغارات الحلفاء الجوية. وفي إحدى الغارات، أُصيبت لورين بشظايا في ذقنها أثناء ركضها نحو الملجأ. بعد هذه الحادثة، انتقلت العائلة إلى نابولي، حيث استضافهم أقارب بعيدون. وبعد نهاية الحرب، عادت العائلة إلى بوزولي، حيث افتتحت الجدة لويزا حانة صغيرة في غرفة الجلوس، لبيع مشروب كحولي منزلي الصنع من الكرز.
كانت الأم روميلدا تعزف على البيانو، وشقيقتها ماريا تغني، بينما كانت صوفيا تعمل على خدمة الزبائن وغسل الصحون. وقد أصبحت الحانة مشهورة بين الجنود الأمريكيين المتمركزين في المنطقة.

### مسابقات الجمال
شاركت صوفيا لورين في سن الخامسة عشرة تحت اسمها الفني آنذاك صوفيا لازارو، في مسابقة ملكة جمال إيطاليا لعام 1950، وحملت الرقم 2 كمرشحة تمثل منطقة لاتسيو، وكانت واحدة من أربع متسابقات يمثلن تلك المنطقة. وصلت إلى المرحلة النهائية كواحدة من آخر ثلاث متنافسات، وفازت بلقب "ملكة الأناقة لعام 1950"، في حين فازت ليليانا كاردينالي بلقب ملكة جمال السينما، وحصلت آنا ماريا بوغلياري على اللقب الرئيسي ملكة جمال إيطاليا.
عادت لورين لاحقًا إلى المسابقة في عام 2001 كرئيسة للجنة التحكيم في الدورة الحادية والستين من المسابقة. وفي عام 2010، قامت بتتويج الفائزة في الدورة الحادية والسبعين من مسابقة ملكة جمال إيطاليا.

## المسيرة المهنية

### الأدوار المبكرة
التحقت صوفيا لازارو بـ المركز التجريبي للسينما ، وهو المدرسة الوطنية للسينما في إيطاليا، وظهرت ككومبارس غير معتمدة في فيلم "كوا فاديس" (1951) للمخرج ميرفين لوروي، عندما كانت تبلغ من العمر 16 عامًا. اكتشفها ميخال فاشينسكي، الذي ساعدها على الترويج لنفسها ومهّد لها الطريق نحو أول دور بارز في مسيرتها.
في نفس العام، ظهرت لورين في الفيلم الإيطالي "لقد كان هو... نعم! نعم!"، حيث أدّت دور جاريّة، وكانت لا تزال تُعرف باسم صوفيا لازارو. في أوائل خمسينيات القرن العشرين، أدّت أدوارًا صغيرة وثانوية في عدة أفلام، منها "المفضّلة" (1952).
قام المنتج كارلو بونتي بتغيير اسمها وصورتها العامة لتصبح أكثر جاذبية للجمهور العالمي، فاختار لها اسم صوفيا لورين، وهو تحوير لاسم الممثلة السويدية ميرتا تورين، بناءً على اقتراح من غوفريدو لومباردو. وكانت أول بطولة لها في فيلم "عايدة" (1953)، وقد نالت عنه إشادة نقدية واسعة.
بعد أدائها دور البطولة في فيلم "ليلتان مع كليوباترا" (1953)، حققت انطلاقتها الكبرى من خلال فيلم "ذهب نابولي" (1954) من إخراج فيتوريو دي سيكا. وقد تبعته في نفس السنة مشاركتها في فيلم "من المؤسف أنها سيئة" ، وفي العام التالي "الطحانة الجميلة" (1955)، وهما أول فيلمين من سلسلة طويلة من التعاونات مع النجم مارشيلو ماستروياني.
خلال السنوات الثلاث التالية، ظهرت لورين في العديد من الأفلام، منها: "فضيحة في سورينتو"، "محظوظة لكونها امرأة"، "فتى على دولفين"، "أسطورة المفقود"، "الكبرياء والعاطفة" سنة (1957)، وهي ملحمة حربية تدور أحداثها في حقبة نابليون في إسبانيا، وشاركها البطولة فيه كل من كاري غرانت وفرانك سيناترا.

### المسيرة المهنية اللاحقة
في عام 1991، حصلت صوفيا لورين على جائزة الأوسكار الفخرية، وُصفت فيها بأنها "واحدة من الكنوز الحقيقية للسينما العالمية التي أضافت بفضل مسيرتها الغنية بالأدوار المميزة بريقًا دائمًا لفننا." في عام 1995، حصلت على جائزة سيسيل بي. دي ميل من جوائز الغولدن غلوب، وهي جائزة فخرية مماثلة تُمنح من قبل جمعية الصحافة الأجنبية بهوليوود تقديرًا لمساهماتها البارزة في عالم الترفيه.
قدمت لورين جائزة الأوسكار الفخرية لفيديريكو فيليني في أبريل 1993. وفي عام 2009، صرحت في برنامج لاري كينغ لايف أن فيليني كان يخطط لإخراجها في فيلم قبل وفاته في عام 1993. خلال التسعينيات والألفينيات، كانت لورين حذرة في اختيار أدوارها ووسّعت نشاطها ليشمل مجالات تجارية مختلفة مثل كتب الطهي، النظارات، المجوهرات، والعطور. وحصلت على ترشيح لجائزة الغولدن غلوب عن دورها في فيلم الموضة الجاهزة (1994) للمخرج روبرت ألتمان، بمشاركة جوليا روبرتس.
في عام 1994، تم تخصيص نجمة على ممشى المشاهير في بالم سبرينغز، كاليفورنيا لها.

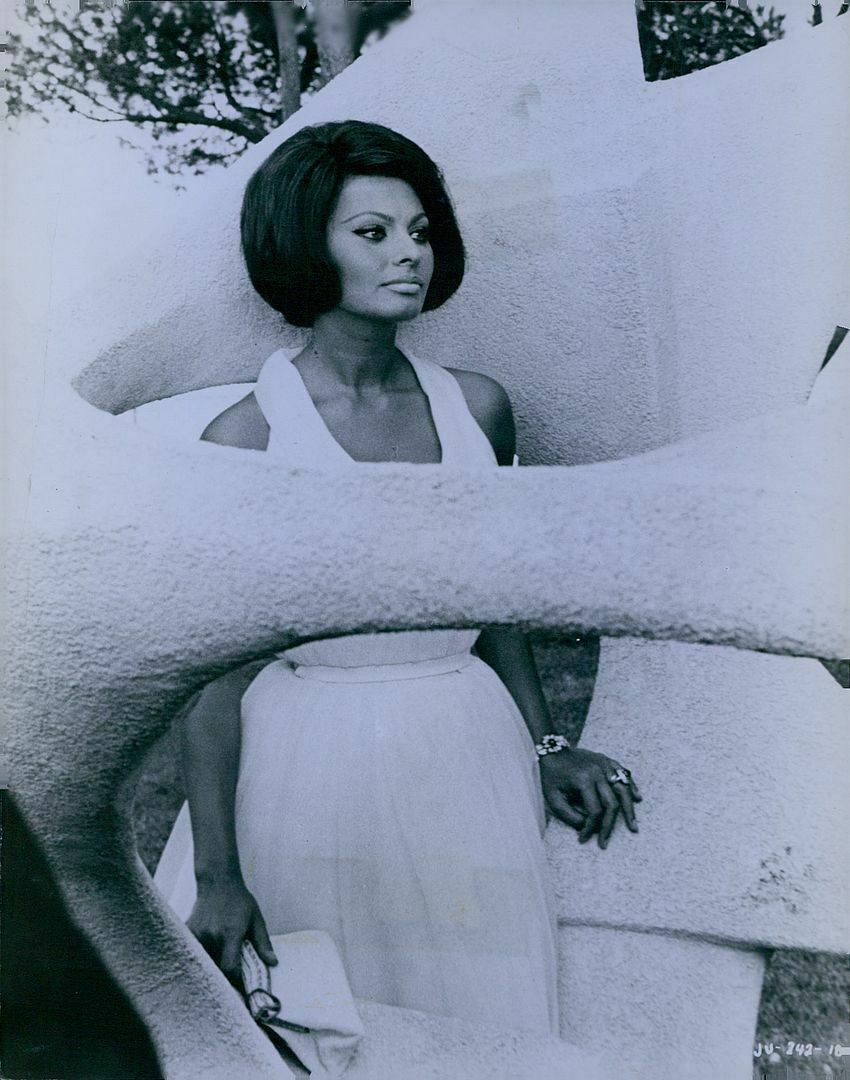
صوفيا لورين في لقطة من فيلم جوديث (1966)

في فيلم الرجال العجزة الأكثر ضيقًا (1995)، لعبت دور امرأة فاتنة إلى جانب والتر ماثاو، جاك ليمون، وأن-مارغريت. كان الفيلم ناجحًا تجاريًا وحقق أكبر نجاح أمريكي لها خلال سنوات عديدة.في مهرجان موسكو السينمائي الدولي العشرين عام 1997، حصلت على جائزة شرفية لمساهمتها في السينما. وفي 1999، صنفها المعهد الأمريكي للسينما ضمن أعظم نجمات السينما الأمريكية في التاريخ. وفي عام 2001، نالت جائزة خاصة كبرى من مهرجان مونتريال السينمائي عن مجمل أعمالها. خلال هذه الفترة، شاركت في تصوير فيلمين في كندا: الفيلم المستقل (بين الغرباء) (2002)، من إخراج ابنها إدواردو وبطولة ميرا سورفينو، والمسلسل التلفزيوني المصغر حياة القديسين (2004).
في عام 2009، بعد غياب خمس سنوات عن التصوير و14 عامًا منذ آخر ظهور بارز لها في فيلم أمريكي، قامت ببطولة فيلم (تسعة) للمخرج روب مارشال، المستند إلى المسرحية الموسيقية على برودواي، التي تحكي قصة مخرج يمر بأزمة منتصف العمر ويصارع لإكمال فيلمه الأخير، ويتعين عليه التوازن بين تأثيرات نساء مهمات في حياته، بما في ذلك والدته المتوفاة. كانت لورين خيار مارشال الأول والوحيد لهذا الدور. شاركها البطولة دانيال داي-لويس، بينيلوب كروز، كيت هدسون، ماريون كوتيار، ونيكول كيدمان. عن هذا الدور، نالت أول ترشيح لها لجائزة نقابة ممثلي الشاشة.
في عام 2010، لعبت دور والدتها في مسلسل إيطالي مصغر من جزأين بعنوان (بيتي مليء بالمرايا)، من إخراج فيتوريو سيندوني وبطولة مارغريت لورين، وهو مستند إلى مذكرات أختها ماريا.
في يوليو 2013، عادت إلى السينما بأداء دور في فيلم قصير إيطالي مقتبس من مسرحية (الصوت الإنساني) لجان كوكتو (1930)، يركز على انهيار امرأة تتركها عشيقها، بإخراج ابنها إدواردو بونتي. تم تصوير الفيلم في أقل من شهر في يوليو في عدة مواقع بإيطاليا، منها روما ونابولي. كان هذا أول فيلم سينمائي لها منذ فيلم تسعة.
عادت إلى الأفلام الروائية بدور السيدة روزا، ناجية من المحرقة، في فيلم ابنها لعام 2020 الحياة القادمة. في عام 2021، تلقت جائزة أفضل ممثلة من AARP وجائزة Grand Dame من AWFJ عن دورها. بعد أن أتمت 90 عامًا في سبتمبر 2024، وعلى الرغم من توقف نشاطها منذ فيلم الحياة القادمة، نفت شائعات اعتزالها وأعربت عن أملها في المشاركة في أعمال جديدة.
في 16 نوفمبر 2017، حصلت على نجمة في ممشى الشهرة في ألمرية بإسبانيا عن عملها في فيلم الأخت البيضاء. كما تسلّمت جائزة ألمرية أرض السينما.

## الحياة الشخصية
صوفيا لورين هي كاثوليكية رومانية. ومنذ عام 2006، أصبحت إقامتها الرئيسية في جنيف بسويسرا. تشمل ممتلكاتها العقارية مزرعة في منطقة هيدن فالي في كاليفورنيا، وشقة في مبنى هامبشاير هاوس في مانهاتن، وشقة سكنية في جزيرة ويليامز بجنوب فلوريدا، بالإضافة إلى فيلا في روما.

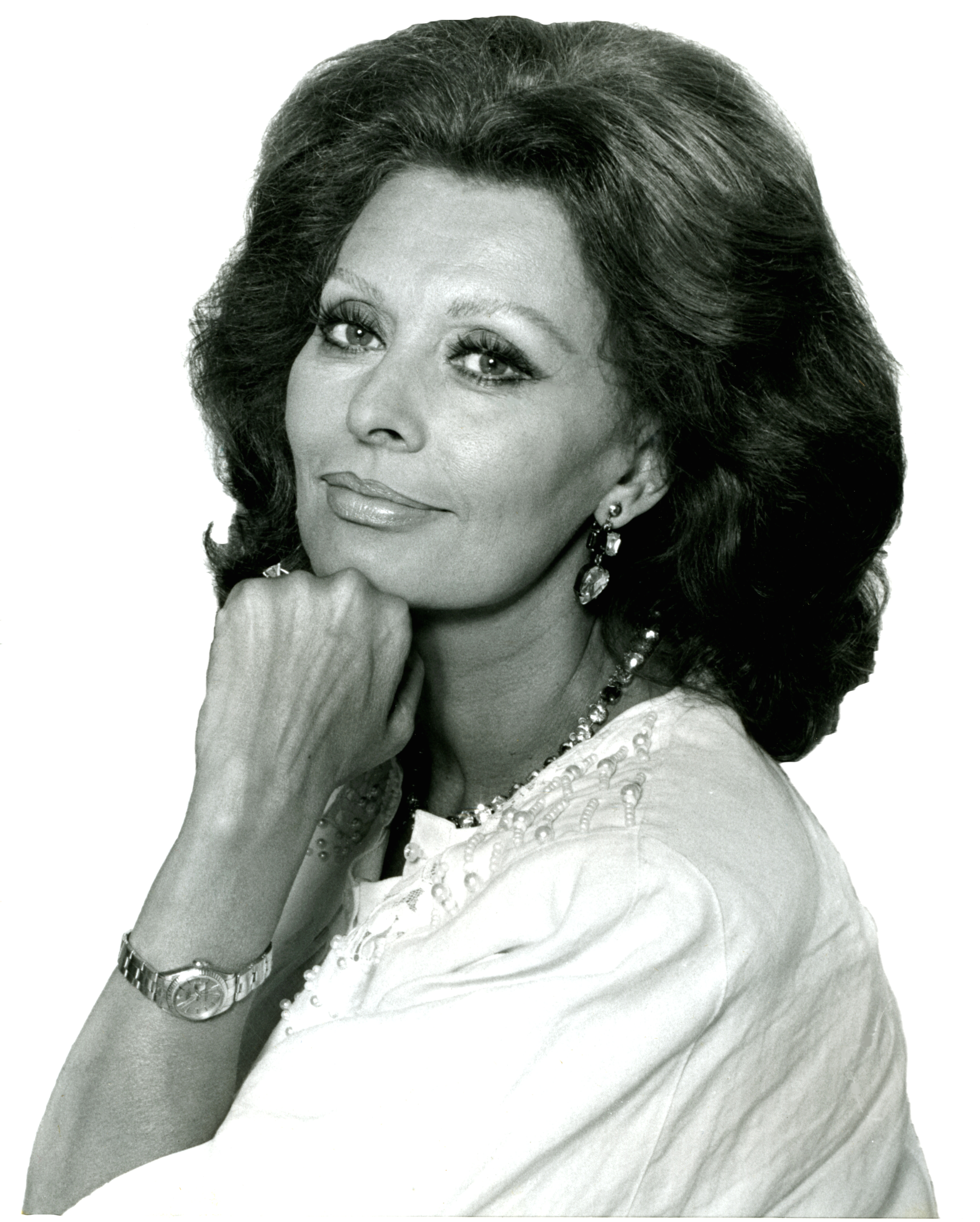
لورين في عام 1986، تصوير ألان وارن

لورين من المشجعات المتحمسات لنادي كرة القدم الإيطالي نابولي. في مايو 2007، عندما كان الفريق يحتل المركز الثالث في دوري الدرجة الثانية الإيطالي (سيري ب)، صرّحت لصحيفة "لا غازيتا ديلو سبورت" بأنها، وهي في الثانية والسبعين من عمرها، ستقوم بعرض تعرٍ إذا فاز الفريق. وقد ظهرت مؤخرًا في تقويم بيريللي لعام 2007.
في فبراير 2021، كانت ضيفة برنامج "جزر الصحراء" على إذاعة بي بي سي راديو 4، حيث اختارت فرن بيتزا كسلعتها الفاخرة. من بين اختياراتها الموسيقية كانت أغنية "أنا أملكك تحت جلدي" بأداء إيلا فيتزجيرالد، و"ضياء القمر" من تأليف ديبوسي وأداء تاماش فاشاري. كما كشفت أن الممثل ريتشارد برتون غضب منها بسبب خداعها له أثناء لعب لعبة سكرابل.
في 24 سبتمبر 2023، خضعت لورين لجراحة طارئة بعد تعرضها لكسر في الورك وعظم الفخذ إثر سقوطها في منزلها بسويسرا.

### الزواج والعائلة
التقت لورين بـ كارلو بونتي لأول مرة عام 1950، وكانت تبلغ من العمر 15 عامًا بينما كان هو في السابعة والثلاثين. وسرعان ما نشأت بينهما علاقة عاطفية. وبما أن القانون الإيطالي في ذلك الوقت لم يكن يسمح بالطلاق، لم يكن بونتي قد حصل بعد على طلاق قانوني من زوجته جوليانا فياستري، عندما تزوجت به لورين بالوكالة (حيث مثّل محاميان عنهما) في المكسيك بتاريخ 17 سبتمبر 1957. وقد أُلغي هذا الزواج في عام 1962 لتجنّب تهم تعدد الزوجات، لكنهما استمرا في العيش معًا. وفي عام 1965، حصلا على الجنسية الفرنسية بعد موافقة رئيس الوزراء الفرنسي آنذاك جورج بومبيدو. وتمكن بونتي لاحقًا من الحصول على الطلاق من زوجته الأولى في فرنسا، فتزوج بلورين رسميًا في 9 أبريل 1966. واستمر زواجهما حتى وفاة بونتي في 10 يناير 2007 بسبب مضاعفات رئوية، عن عمر ناهز 94 عامًا. أنجب الزوجان ولدين: كارلو بونتي الابن، وُلد في 29 ديسمبر 1968، وإدواردو بونتي، وُلد في 6 يناير 1973. زوجتا ولديها هما ساشا ألكسندر وأندريا ميزاروش. وللورين أربعة أحفاد، كما أنها تُعد واحدة من الآباء الروحيين لدرو باريمور، إلى جانب آنا شتراسبيرغ وستيفن سبيلبرغ.
في عام 1962، تزوجت شقيقتها ماريا من رومانو موسوليني، الابن الأصغر للدكتاتور بينيتو موسوليني، وأنجبا ابنتين: أليساندرا موسوليني، النائبة والبرلمانية الأوروبية السابقة، وإليزابيتا موسوليني.

### القضايا القانونية والدعاوى القضائية
في عام 1982، أثناء تواجدها في إيطاليا، تصدرت لورين عناوين الصحف بعد قضائها 17 يومًا في السجن بتهمة التهرب الضريبي. وأوضحت لورين أن محاسبها قد ارتكب خطأً في إقرارها الضريبي. لم تؤثر هذه المسألة على شعبيتها أو مسيرتها المهنية. في عام 2013، برأت المحكمة العليا في إيطاليا لورين من التهم في نزاع منفصل استمر لعقود حول الضريبة التي كان يجب أن تدفعها عن أرباحها في عام 1974.
في سبتمبر 1999، رفعت لورين دعوى قضائية ضد 79 موقعًا إلكترونيًا للكبار لنشرهم صورًا عارية معدلة لها على الإنترنت.

## الأعمال الفنية
| السنة | اسم العمل                                             | العنوان بالعربية                              | الدور                                   | ملاحظات                                  |
| ----- | ----------------------------------------------------- | --------------------------------------------- | --------------------------------------- | ---------------------------------------- |
| 2021  | What Would Sophia Loren Do?                           | ماذا لو فعلت صوفيا لورين؟                     | -                                       |                                          |
| 2020  | Beautiful Like a Poem                                 | جميلة مثل القصيدة                             | نفسها                                   | وثائقي                                   |
| 2020  | The Life Ahead                                        | الحياة المقبلة                                | مدام روزا                               |                                          |
| 2016  | Sophia Loren: Live from the TCM Classic Film Festival | صوفيا لورين: مباشر من مهرجان TCM الكلاسيكي    | -                                       | وثائقي؛ مهرجان TCM الكلاسيكي 2015        |
| 2015  | Behind the White Glasses                              | خلف النظارات البيضاء                          | نفسها                                   | وثائقي                                   |
| 2014  | La voce umana                                         | الصوت البشري                                  | دور امرأة واحدة                         | فيلم قصير؛ مهرجان تريبيكا السينمائي 2014 |
| 2013  | Mademoiselle C                                        | الآنسة سي                                     | نفسها                                   | وثائقي                                   |
| 2011  | Cars 2                                                | سيارات 2                                      | ماما توبولينو                           | صوت (النسخة الإيطالية)                   |
| 2010  | La mia casa è piena di specchi                        | بيتي مليء بالمرايا                            | روميلدا فيلاني                          | مسلسل تلفزيوني                           |
| 2009  | Nine                                                  | تسعة                                          | ماما                                    |                                          |
| 2004  | Too Much Romance... It's Time for Stuffed Peppers     | الكثير من الرومانسية... حان وقت الفلفل المحشو | ماريا                                   |                                          |
| 2004  | Lives of the Saints                                   | حيوات القديسين                                | تيريزا إينوسنتي                         | مسلسل تلفزيوني                           |
| 2002  | Between Strangers                                     | بين الغرباء                                   | أوليفيا                                 |                                          |
| 2001  | Francesca e Nunziata                                  | فرانشيسكا ونونزياتا                           | فرانشيسكا مونتورسي                      | مسلسل تلفزيوني                           |
| 1997  | Soleil                                                | شمس                                           | ماما ليفي                               |                                          |
| 1995  | Grumpier Old Men                                      | رجال مسنون أكثر تذمرًا                         | ماريا صوفيا كوليتا راجيتي               |                                          |
| 1994  | Prêt-à-Porter                                         | جاهز للارتداء                                 | إيزابيلا دي لا فونتين                   |                                          |
| 1990  | Sabato, domenica e lunedì                             | السبت، الأحد والاثنين                         | روزا بريوري                             | العرض الأول بمهرجان شيكاغو السينمائي     |
| 1989  | Running Away                                          | الهروب                                        | تشيزيرا                                 |                                          |
| 1988  | The Fortunate Pilgrim                                 | الحاج المحظوظ                                 | لوتشيا                                  | مسلسل تلفزيوني                           |
| 1986  | Courage                                               | الشجاعة                                       | ماريانا ميرالدو                         |                                          |
| 1984  | Aurora                                                | أورورا                                        | أورورا                                  | فيلم تلفزيوني                            |
| 1980  | Sophia Loren: Her Own Story                           | صوفيا لورين: قصتها الخاصة                     | نفسها / روميلدا فيلاني (والدتها)        |                                          |
| 1979  | Firepower                                             | قوة النار                                     | أديل تاسكا                              |                                          |
| 1978  | Angela                                                | أنجيلا                                        | أنجيلا كينكيد                           |                                          |
| 1978  | Brass Target                                          | الهدف النحاسي                                 | مارا / دور ضيف                          |                                          |
| 1978  | Blood Feud                                            | ثأر الدم                                      | تيتينا باتيرنو                          |                                          |
| 1977  | Una giornata particolare                              | يوم خاص                                       | أنطوانيت                                |                                          |
| 1976  | The Cassandra Crossing                                | عبور كاساندرا                                 | جينيفر ريسبولي تشامبرلين                |                                          |
| 1975  | Sex Pot (la pupa del gangster / Get Rita)             | وعاء الجنس (دمية العصابة / احصل على ريتا)     | بوبا                                    |                                          |
| 1974  | Brief Encounter                                       | لقاء قصير                                     | آنا جيسون                               | فيلم تلفزيوني                            |
| 1974  | Verdict                                               | الحكم                                         | تيريزا ليوني                            |                                          |
| 1974  | Il viaggio                                            | الرحلة                                        | أدريانا دي ماورو                        | جائزة الصدفة الفضية لأفضل ممثلة          |
| 1973  | White Sister                                          | الأخت البيضاء                                 | الأخت جيرمانا                           |                                          |
| 1972  | Man of La Mancha                                      | رجل لا مانشا                                  | ألدونزا / دولسينيا                      |                                          |
| 1971  | La mortadella                                         | سيدة الحرية                                   | مادالينا تشيارابيكو                     |                                          |
| 1970  | La moglie del prete                                   | زوجة الكاهن                                   | فاليريا بيلي                            |                                          |
| 1970  | I girasoli                                            | دوار الشمس                                    | جيوفانا                                 |                                          |
| 1968  | Questi fantasmi                                       | أشباح – على الطريقة الإيطالية                 | ماريا لوجاكونو                          |                                          |
| 1967  | More Than a Miracle                                   | أكثر من معجزة                                 | إيزابيلا كانديلورو                      |                                          |
| 1967  | A Countess from Hong Kong                             | كونتيسة من هونغ كونغ                          | ناتاشا                                  |                                          |
| 1966  | Arabesque                                             | أرابيسك                                       | ياسمين أزير                             |                                          |
| 1966  | Judith                                                | جوديث                                         | جوديث                                   |                                          |
| 1965  | Lady L                                                | السيدة ل                                      | الليدي لويز لينديل / الليدي ل           |                                          |
| 1965  | Operation Crossbow                                    | عملية كروس بو                                 | نورا                                    |                                          |
| 1964  | Matrimonio all'italiana                               | زواج على الطريقة الإيطالية                    | فيلومينا مارتورانو                      |                                          |
| 1964  | The Fall of the Roman Empire                          | سقوط الإمبراطورية الرومانية                   | لوسيلا                                  |                                          |
| 1963  | Ieri, oggi, domani                                    | الأمس، اليوم، والغد                           | أديلينا سباراتي / آنا مولتيني / مارا    |                                          |
| 1962  | Five Miles to Midnight                                | خمسة أميال إلى منتصف الليل                    | ليزا ماكلين                             |                                          |
| 1962  | I sequestrati di Altona                               | أسرى ألتونا                                   | يوهانا                                  | صُور في تيرينيا، إيطاليا                  |
| 1962  | Boccaccio '70                                         | بوكاتشيو '70                                  | زوي                                     | جزء: "اليانصيب"                          |
| 1961  | Madame Sans-Gêne                                      | مدام سان-جين                                  | كاثرين هوبشر                            |                                          |
| 1961  | El Cid                                                | السيد                                         | خيمينا                                  |                                          |
| 1960  | La ciociara                                           | امرأتان                                       | تشيزيرا                                 | جائزة الأوسكار لأفضل ممثلة، جوائز أخرى   |
| 1960  | A Breath of Scandal                                   | نسمة من الفضيحة                               | الأميرة أوليمبيا                        |                                          |
| 1960  | The Millionairess                                     | المليونيرة                                    | إبيفانيا باريرغا                        |                                          |
| 1960  | It Started in Naples                                  | بدأ في نابولي                                 | لوتشيا كوريو                            |                                          |
| 1960  | Heller in Pink Tights                                 | الجحيم في ثياب وردية                          | أنجيلا روسيني                           |                                          |
| 1959  | That Kind of Woman                                    | ذلك النوع من النساء                           | كاي                                     |                                          |
| 1958  | Houseboat                                             | منزل القارب                                   | تشينزيا زاكاردي                         |                                          |
| 1958  | The Black Orchid                                      | الأوركيد السوداء                              | روز بيانكو                              |                                          |
| 1958  | The Key                                               | المفتاح                                       | ستيلا                                   |                                          |
| 1958  | Desire Under the Elms                                 | الرغبة تحت الدردار                            | آنا كابوت                               |                                          |
| 1957  | Legend of the Lost                                    | أسطورة المفقود                                | ديتا                                    |                                          |
| 1957  | The Pride and the Passion                             | الفخر والشغف                                  | جوانا                                   |                                          |
| 1957  | Boy on a Dolphin                                      | فتى على دولفين                                | فيدرا                                   |                                          |
| 1956  | Lucky to Be a Woman                                   | محظوظة بكوني امرأة                            | أنطونيتا فالاري                         |                                          |
| 1955  | Scandal in Sorrento                                   | فضيحة في سورينتو                              | دونا صوفيا                              |                                          |
| 1955  | The Miller's Beautiful Wife                           | زوجة الطحان الجميلة                           | كارميلا                                 |                                          |
| 1955  | The Sign of Venus                                     | علامة الزهرة                                  | أنيزي تيراباسي                          |                                          |
| 1954  | La donna del fiume                                    | فتاة النهر                                    | نيفيس مونغوليني                         |                                          |
| 1954  | La bella mugnaia                                      | زوجة الطحان الجميلة                           | كارميلا                                 |                                          |
| 1954  | Attila                                                | أتيلا                                         | هونوريا                                 |                                          |
| 1954  | L'oro di Napoli                                       | ذهب نابولي                                    | صوفيا                                   | جزء: "بيتزا بالدين"                      |
| 1954  | Pilgrim of Love                                       | حاج الحب                                      | جولييتا / بيبينا ديلي كولي              |                                          |
| 1954  | Carosello napoletano                                  | الكاروسيل النابولي                            | سيسينا                                  |                                          |
| 1954  | Poverty and Nobility                                  | الفقر والنبل                                  | جيما                                    |                                          |
| 1954  | The Anatomy of Love                                   | تشريح الحب                                    | الفتاة                                  |                                          |
| 1954  | A Day in Court                                        | يوم في المحكمة                                | آنا                                     |                                          |
| 1954  | A Slice of Life                                       | شريحة من الحياة                               | جازارا                                  | جزء: "آلة التصوير"                       |
| 1953  | Woman of the Red Sea                                  | امرأة البحر الأحمر                            | باربرا لاما                             |                                          |
| 1953  | Aida                                                  | عايدة                                         | عايدة                                   |                                          |
| 1953  | Good Folk's Sunday                                    | أحد أيام الأحد للناس الطيبين                  | إينيس                                   |                                          |
| 1953  | Girls Marked Danger                                   | فتيات في خطر                                  | إلفيرا                                  |                                          |
| 1953  | Two Nights with Cleopatra                             | ليلتان مع كليوباترا                           | كليوباترا / نيسكا                       |                                          |
| 1953  | We Find Ourselves in the Gallery                      | نجد أنفسنا في المعرض                          | ماريسا                                  |                                          |
| 1953  | The Country of the Campanelli                         | بلاد الأجراس                                  | بونبون                                  |                                          |
| 1952  | La Favorita                                           | المحظية                                       | ليونورا                                 |                                          |
| 1952  | I Dream of Zorro                                      | أحلم بزورو                                    | كونشيتا                                 | باسم صوفيا شيكولوني                      |
| 1952  | And Arrived the Accordatore                           | ووصل الضابط                                   | صديقة جولييتا                           |                                          |
| 1951  | Anna                                                  | آنا                                           | مساعدة في ملهى ليلي                     | غير معتمدة                               |
| 1951  | Era lui... sì! sì! (It Was He!... Yes! Yes!)          | كان هو... نعم! نعم!                           | جارية                                   | باسم صوفيا لاتزارو                       |
| 1951  | Quo Vadis                                             | كوو فاديس                                     | عبدة ليجيا                              | غير معتمدة                               |
| 1951  | The Reluctant Magician                                | الساحر المتردد                                | العروس                                  |                                          |
| 1951  | Milan Billionaire                                     | ملياردير ميلانو                               | كومبارس                                 | غير معتمدة                               |
| 1951  | The Steamship Owner                                   | مالك السفينة البخارية                         | راقصة صغيرة                             |                                          |
| 1951  | Brief Rapture                                         | نشوة عابرة                                    | فتاة في بيت الضيافة                     |                                          |
| 1951  | I'm the Capataz                                       | أنا الكابتاز                                  | سكرتيرة الديكتاتور                      |                                          |
| 1950  | Hearts at Sea                                         | قلوب في البحر                                 | كومبارس                                 | غير معتمدة                               |
| 1950  | The Vow                                               | النذر                                         | امرأة من عامة الشعب في مهرجان بيديغروتا |                                          |
| 1950  | Tototarzan                                            | توتو طرزان                                    | شخصية شبيهة بطرزان                      |                                          |
| 1950  | Bluebeard's Six Wives                                 | زوجات ذو اللحية الزرقاء الست                  | الفتاة المخطوفة                         |                                          |

## وصلات خارجية
- صوفيا لورين على موقع أوليمبيديا (الإنجليزية)
- موقع صوفيا لورين الرسمي نسخة محفوظة 11 أكتوبر 2007 على موقع واي باك مشين.
- صوفيا لورين في قاعدة بيانات تي سي إم
- صوفيا لورين على موقع IMDb (الإنجليزية)
- صوفيا لورين على موقع الموسوعة البريطانية (الإنجليزية)
- صوفيا لورين على موقع روتن توميتوز (الإنجليزية)
- صوفيا لورين على موقع مونزينجر (الألمانية)
- صوفيا لورين على موقع ألو سيني (الفرنسية)
- صوفيا لورين على موقع ميوزك برينز (الإنجليزية)
- صوفيا لورين على موقع تيرنر كلاسيك موفيز (الإنجليزية)
- صوفيا لورين على موقع أول موفي (الإنجليزية)
- صوفيا لورين على موقع قاعدة بيانات الأفلام السويدية (السويدية)
- صوفيا لورين على موقع إن إن دي بي (الإنجليزية)
- Sophia Loren TV.COM